# 笹森儀助
笹森儀助（日语：／ Sasamori Gisuke，1845年3月3日—1915年9月29日），日本探險家、政治家、企業家。他除了擔任過奄美大島島司、青森市市長以外，也對當時在日本被認為是邊境之地，有許多不明之處的琉球群島及千島列島做了調查。他所寫的關於琉球群島的探險紀錄《南島探驗》（日语：南嶋探験），對柳田國男等民俗學者有很大的影響。

## 生平

### 早年
1845年（弘化2年），笹森生於陸奥國弘前在府町（現青森縣弘前市在府町），為弘前藩士笹森重吉之子。於藩校稽古館（現東奧義塾高等學校）就學後，曾於弘前藩、青森縣工作，也曾擔任中津輕郡長，但於1878年（明治11年）辭職。由於在當時的青森縣，自由民権運動團體「共同會」及笹森等人為首的保守派對立的情形，笹森是因不滿當時的青森縣令山田秀典企圖統一二者而辭職。
辞職後的笹森，身為保守派的核心人物，他和同時向縣政府提出辭呈的的大道寺繁禎（第五十九國立銀行的設立者）一起創立了一間經營牧場的公司「農牧社」，擔任副社長一職。1886年（明治19年），由於社長大道寺去職前去赴任中津輕郡長，笹森被選為社長。笹森於1892年（明治25年）辭職，退出農牧社。

### 探險生涯

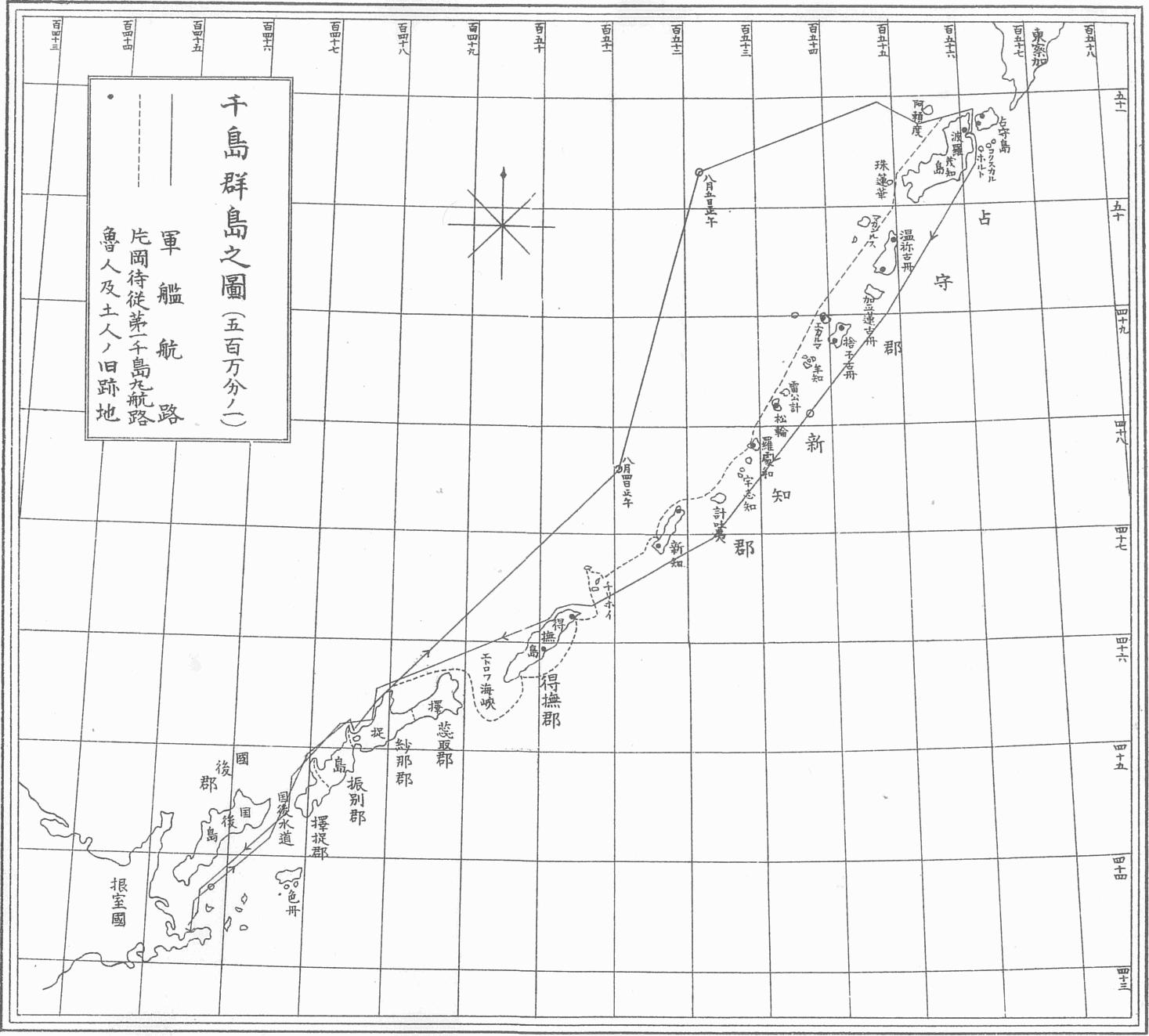
笹森的千島群島探險行程圖

離開農牧社後的笹森，在那之後的約十年間對日本各地進行了多次的探險，留下了一些紀錄。他首次進行探險活動，是笹森在農牧社社長任內，於1891年（明治24年）4月到6月所進行的一次「貧窮旅行」。該次旅行是為了確認當時的在野黨所提出的「地租減輕」及「地價修正」的要求是否正確，而前往各地確認當地的生產能力及生活情況。笹森在該次旅行中，勘查了由近畿到九州的廣泛區域，並且留下了關於各地古蹟（都農神社、能褒野王塚古墳等）的詳細調查紀錄，直到現在那些資料也仍被認為是有效而可信的。
1892年（明治25年），笹森依陸羯南的指示，前往千島群島進行勘查。他搭乘前往千島群島巡航的軍艦磐城號一同前往。他與事先已前往千島群島探索的的片岡利和一行人會合後，前往占守島及幌筵島進行探險。回到本土後，他將這次探險的體驗及由片岡一行人及當地耆老聽到的傳聞等彙整為《千島探險》（日语：千島探験）一書。透過井上毅的上奏，天皇也讀過了這本書。在這次探險之後，郡司成忠前往千島群島拓墾，然而笹森卻批評：「千島的開發，應該由了解寒冷地區的地方人士用自己的資金投資進行。」（千島開発は寒冷地を知る地方人が自ら資金を投じて行なうべき）。

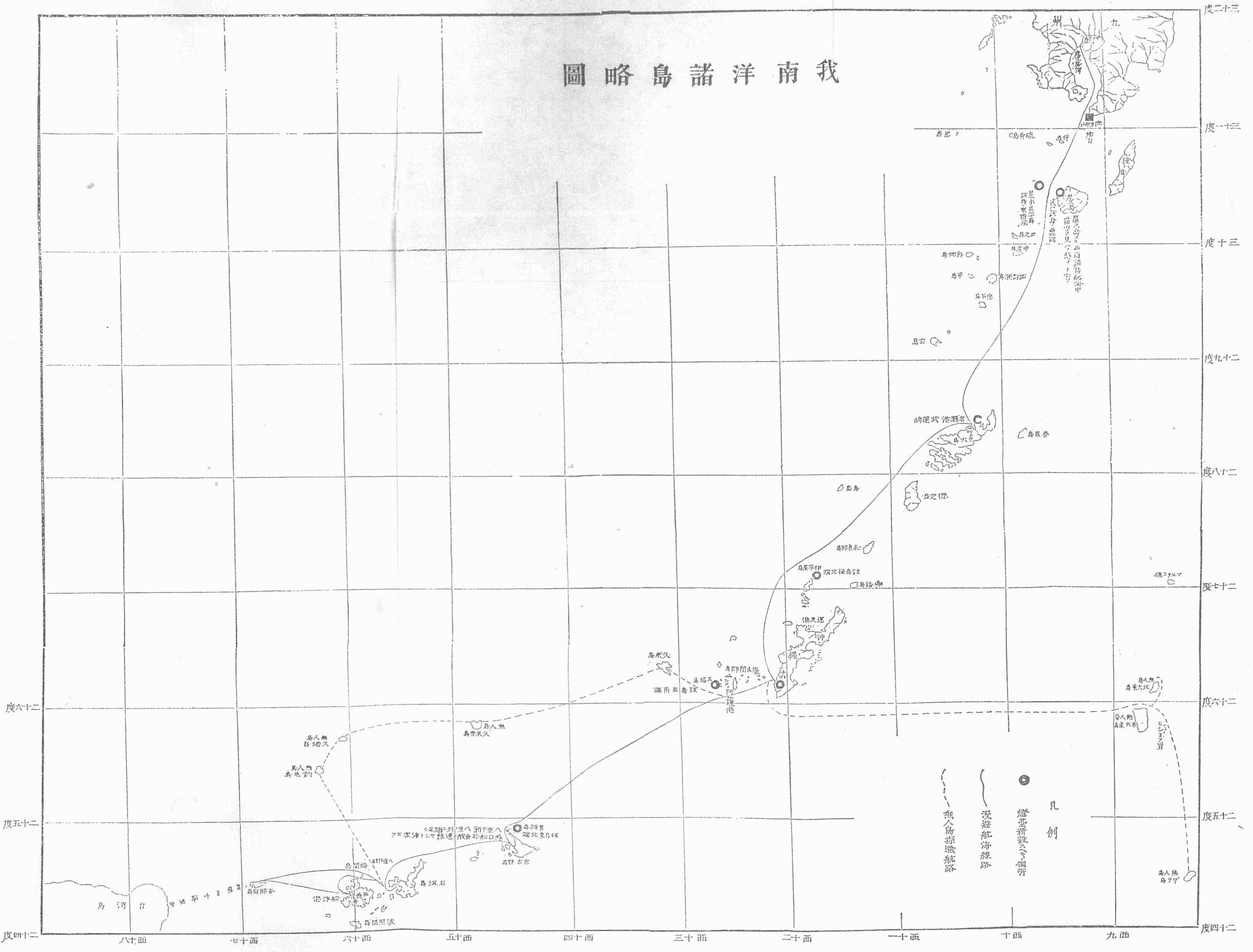
笹森的琉球群島探險行程圖

翌年的1893年（明治26年）4月，笹森因千島探險一行與内務大臣井上馨進行面會，井上為了振興日本國內的製糖業，拜託他探討擴大南方諸島糖業規模的可能性。笹森請教了在他之前前往琉球群島進行探險調查的植物學家田代安定，並進行了種種準備。同年五月，他出發前往琉球群島進行探險。當時的沖繩縣，特別是其中的先島諸島，是竹葉青屬毒蛇及瘧疾猖獗的地區，非常危險。（實際上，當笹森前往拜訪田代安定時，田代正因調查時染上的瘧疾而臥床），對笹森來說，這是一趟要做好死的覺悟的旅行。

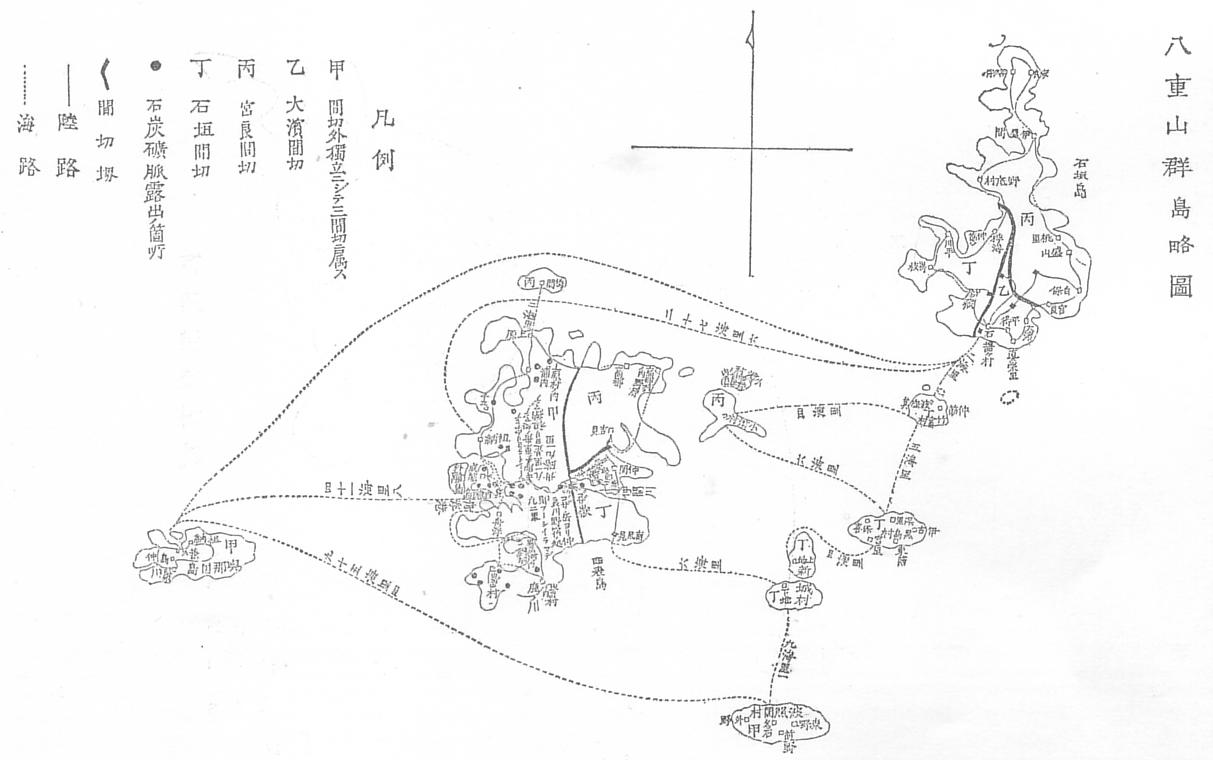
笹森的八重山群島探險行程圖

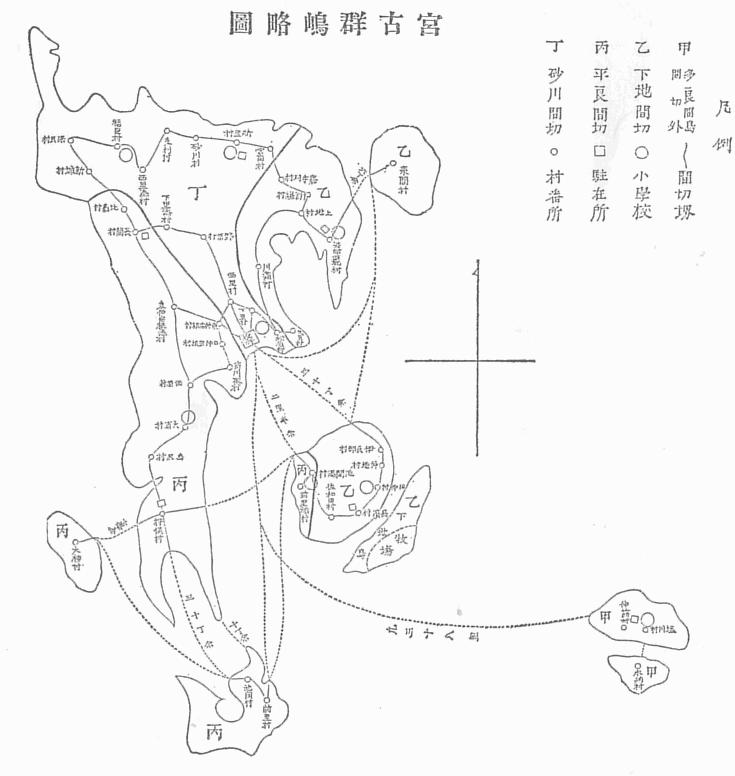
笹森的宮古島探險行程圖

抵達沖繩的笹森，依照沖繩本島→慶良間群島→宮古島→石垣島→西表島→與那國島→石垣島→宮古島→沖繩本島的順序巡迴各個島，進行製糖情況、農業及水産業的調査，並進行史料的發掘。然而，在笹森一邊進行這些工作時，他所看到的是被悲慘生活所困的居民。當時的沖繩，由於對琉球國時代的統治階級的懷柔政策及尊重舊有習慣政策的實施，稅金的額度很高，舊有的社會階層也大部分留存了下來。其中情況最為悲慘的是仍實施人頭稅制度的宮古島及先島群島。舉例來說，在鳩間島、新城島及黑島等地，即使無法栽培稻米，仍然要以米的形式徵收人頭稅，所以居民不得不成乘坐小船到西表島耕作。此外，也有在完全沒有小學的地區徵收學校稅的情形。然而，徵收稅金的舊統治階層卻過著富裕的生活。此外，在八重山群島，瘧疾蔓延的情形相當嚴重，石垣島一半以上的村落、西表島全島都為瘧疾所苦。然而，由於居民害怕付不出醫藥費而未接受治療，一個接一個的死去，因此島上有相當多的房屋已成廢墟。
笹森一個接一個造訪像這樣的聚落，詳細紀錄這樣的情況。回到東京後，笹森把這次沖繩的體驗寫成《南島探險》一書，並在該書中提出，導致這種慘狀最大的原因是因為人頭稅制度的實施，進一步要求廢止這種制度。這個舉動被認為帶給同年在宮古島發生的人頭稅廢止運動很大的影響。雖然說笹森前往琉球一行是應政府的意向而前去，但他仍在《南島探險》一書中對政府及沖繩縣廳的無能提出嚴厲的批判，這個舉動被評價為：「與其說笹森有保守的傾向，不如說笹森是不會以話語和文章背叛自己所見事物的人。關於這一點，這種精神其實是相當革新的。即使是今日也能將這本書（指南島探險一書）評價為不朽的事物。」（笹森は保守的な傾向をもっていたとはいえ、自分の見たものを言葉または文章で裏切らないという点で、その精神はまさしく革新的であった。そのことが今日でもこの書を不朽のものとならしめている）。

### 晩年
笹森在辭去奄美大島島司的職務後，經陸羯南的推薦，為了替近衛篤麿所創始的東亞同文會在朝鮮半島建設日語學校，他在1899年（明治32年）5月前往朝鮮半島北部的咸鏡道。同年年底，他在城津（現金策市）創辦了名為「北韓學堂」的學校，擔任校長一職。此外，他也從朝鮮半島前往更北方，到伯力一帶進行考察。笹森於1901年（明治34年），因為寒冷造成的身體不適而回到日本。
1902年（明治35年）5月6日，經由第一任青森市市長的推薦，就任第二任青森市長。當時的青森市有嚴重的稅金未納問題，金額相當龐大。笹森作為市長，認為有必要好好解決這個問題。經過調查，發現了有許多稅金被職員盜領。笹森對那些職員做出了嚴重的處分，企圖解決問題，也成功的將他就任前約2萬4000日圓的未納額減少到約500圓左右。此外，他認為在商業都市青森市，有必要設立專門從事商業教育的教育機構，因此創立了「私立青森商業補校」（現青森縣立青森商業高等学校），同時擔任該校的第一任校長。
笹森於1903年（明治36年）12月13日辭去青森市市長的職務。之後，他曾擔任五十九銀行的監査工作等等役，於1915年（大正4年）9月29日死去。享年70歲。葬於弘前市新寺町的西光寺。

## 《南島探險》一書的影響
在笹森一生中寫過的書籍之中，對後世影響最大的就是《南島探險》一書了。舉例來說，鳥居龍藏（當時他還是東京帝國大學人類學教室的標本整理人員）在這本書發行以後，馬上就請求與笹森會面。此外，柳田國男在《笹森儀助翁傳》的序中，也寫到他是受到《南島探險》一書的影響，才會發起「南島談話會」（一個由柳田國男及折口信夫所發起的南島研究會）的。
雖然笹森從未學過民俗學，但他的著作的內容可說是田野調查的先驅，這也是他的著作受到柳田等民俗學者注目的原因。關於這一點，柳田評價笹森為：「那成果在超出他所想的範圍外被利用，成為了近代科學的先驅」（その成果が予想外の方面で利用され、近代科学の先駆となった），並將他比喻為鍊金術師。

## 脚注
1. 1 2 3  .   [2007-09-16]. （原始内容存档于2008-12-01）.
2. 1 2  .   [2007-09-16]. （原始内容存档于2022-06-28）. 网址－维基内链冲突 (帮助)
3. ↑  ，54頁
4. ↑  ，228頁
5. ↑  、228頁

## 外部連結
- （日語） 青森的・今・昔「笹森儀助」（上） （页面存档备份，存于）（下） （页面存档备份，存于）- 青森市官方網站
- （日語） 千島探險 （页面存档备份，存于） - 國立國會圖書館 近代電子圖書館
- （日語） 南島探險 （页面存档备份，存于） - 國立國會圖書館 近代電子圖書館